# زبان توفا
زبان توفا (انگلیسی: Tofa language) یک زبان ترکی در خطر نابودی با کمتر از ۱۰۰ گویشور است که در استان ایرکوتسک روسیه توسط مردم توفا تکلم می شود.